# 东方绿舟体育训练基地
上海市东方绿舟体育训练基地地处青浦区沪青平公路6888号，2002年7月成立，是为专业运动队和市民群众提供训练和休闲健身的综合性训练基地。绿舟基地占地总面积400亩，是目前国际上最现代化的体育训练场所之一，也是上海著名的休闲旅游景点。
绿舟基地拥有运动员宿舍楼5幢、室外足球场6片（其中2片为灯光球场、2片人工草皮球场、2片沙地足球场）、室外400米塑胶跑道田径场、室外塑胶网球场8片、室外篮球场4片、室外沙滩排球场4片，拥有乒兵馆、男女排球馆、篮球馆、室内足球馆、游泳馆、少儿游泳馆、综合体能训练房各1个，每个运动场馆内都设有体能训练房，供运动队进行体能训练。基地还拥有科研办公楼、餐厅（可供500人同时用餐）等设施。
2015年起，上海上港集团足球俱乐部进驻上海市东方绿舟体育训练基地。